# Parafia Matki Bożej Szkaplerznej w Godziszce
Parafia pod wezwaniem Matki Bożej Szkaplerznej w Godziszce – parafia rzymskokatolicka znajdująca się w Godziszce. Należy do dekanatu Łodygowice w diecezji bielsko-żywieckiej.
Została erygowana w 1923 roku. Pierwszym proboszczem został ks. Józef Komendera. Po stu latach od wybudowania kościoła i ustanowienia parafii, bp Roman Pindel poświęcił świątynię 7 października 2023 roku.